# Вулкан Баранського
Вулкан Бара́нського — діючий вулкан на острові Ітуруп Великої Курильської гряди .
Складний стратовулкан із центральним екструзивним куполом. Висота - 1125 м. Розташований у центральній частині острова, на півночі Грізного хребта.
Має форму усіченого конуса. На вершині вулкана є кратер діаметром близько 650 м, стінки якого складені андезитами  . На південно-західному схилі вулкана, на висоті 700 метрів, розташований інший кратер у формі зруйнованого амфітеатру,  нижче якого є виходи терм і грязьові котли.
Історичне виверження у 1951 р. В даний час фіксується сильна фумарольна та термальна активність.
У 2007 році біля південно-західного підніжжя вулкану було побудовано геотермальну електростанцію «Океанська»  .

Названий 1946 року на честь професора Миколи Миколайовича Баранського  .

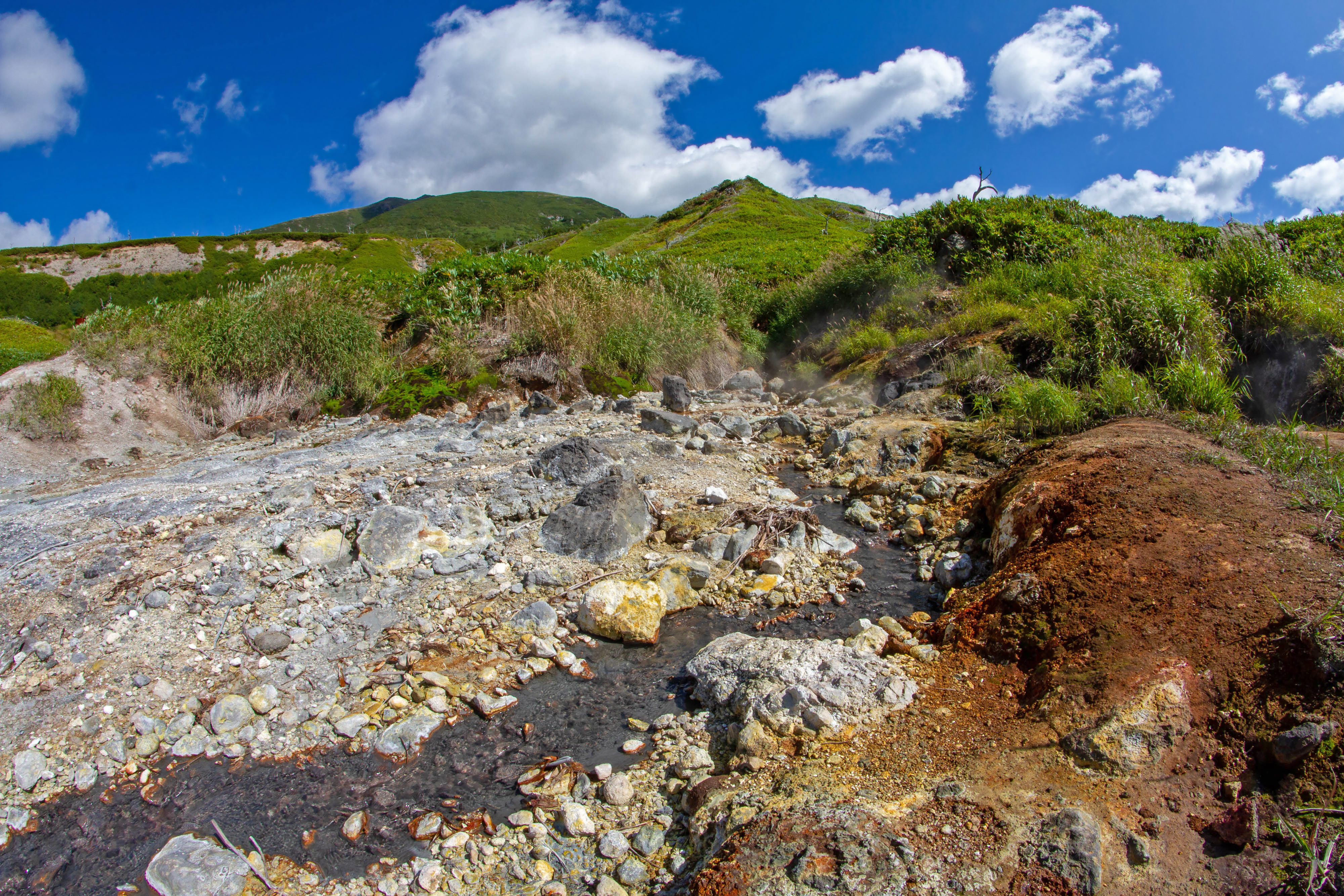
схили вулкана
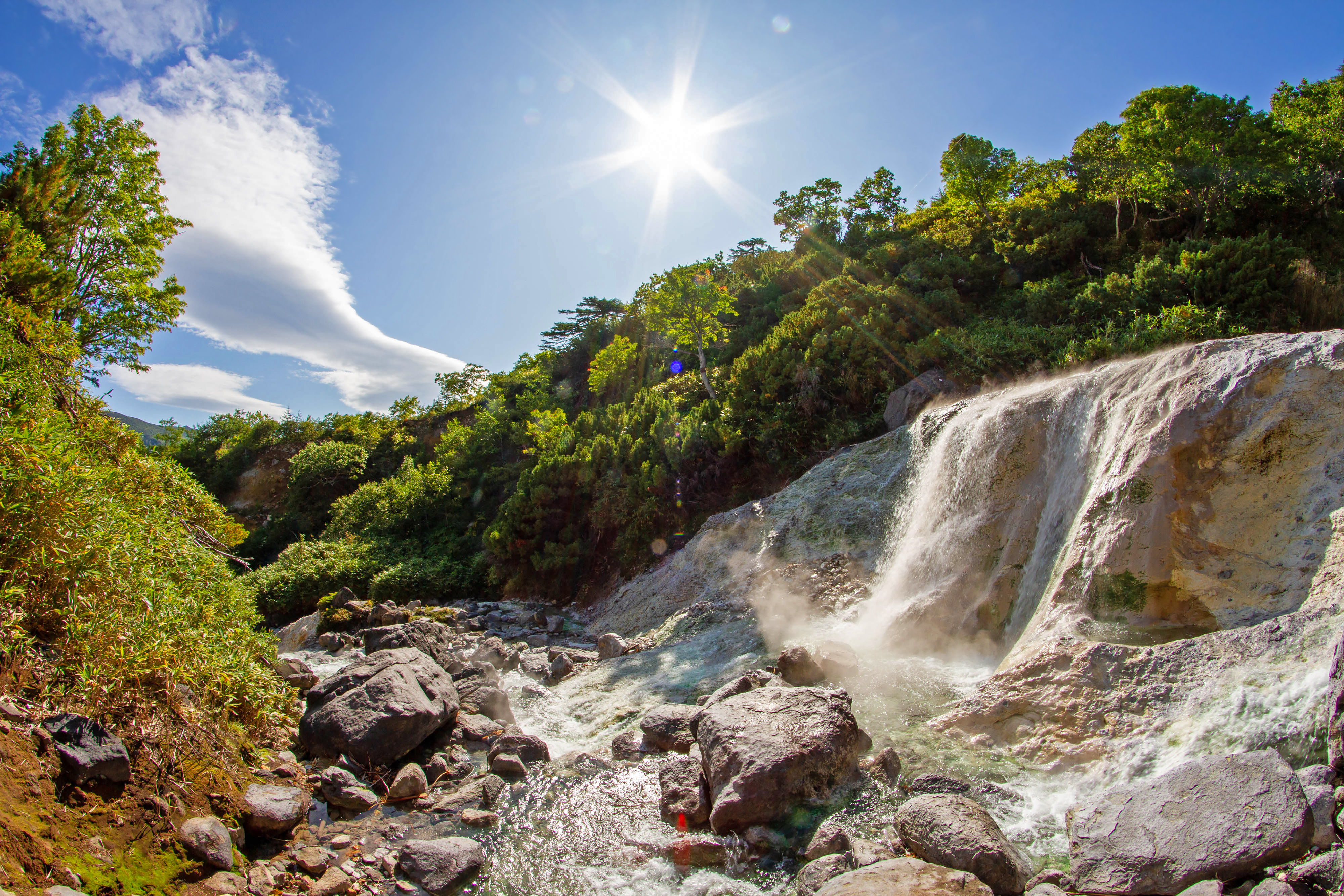
гарячі джерела вулкана
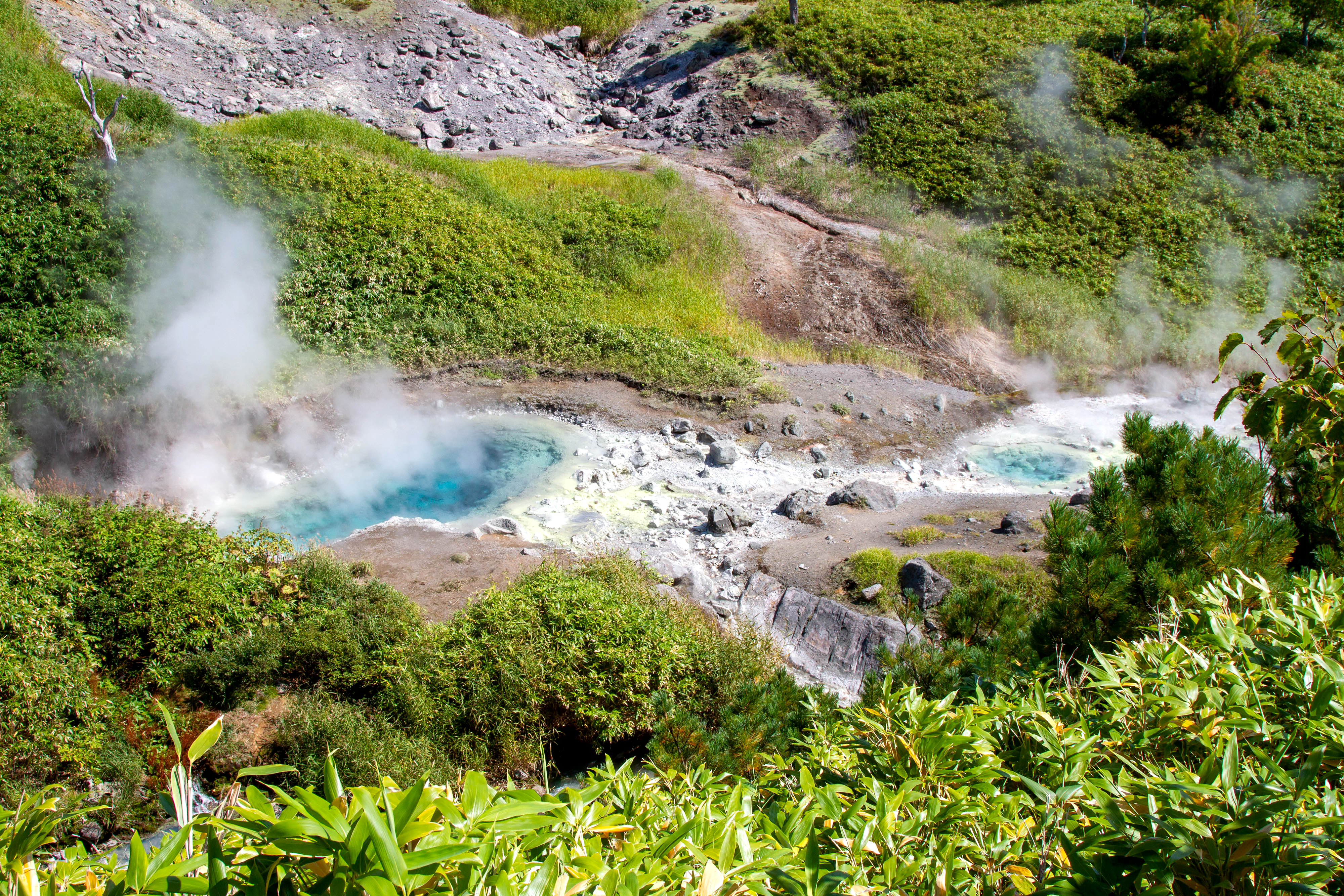
блакитні озера
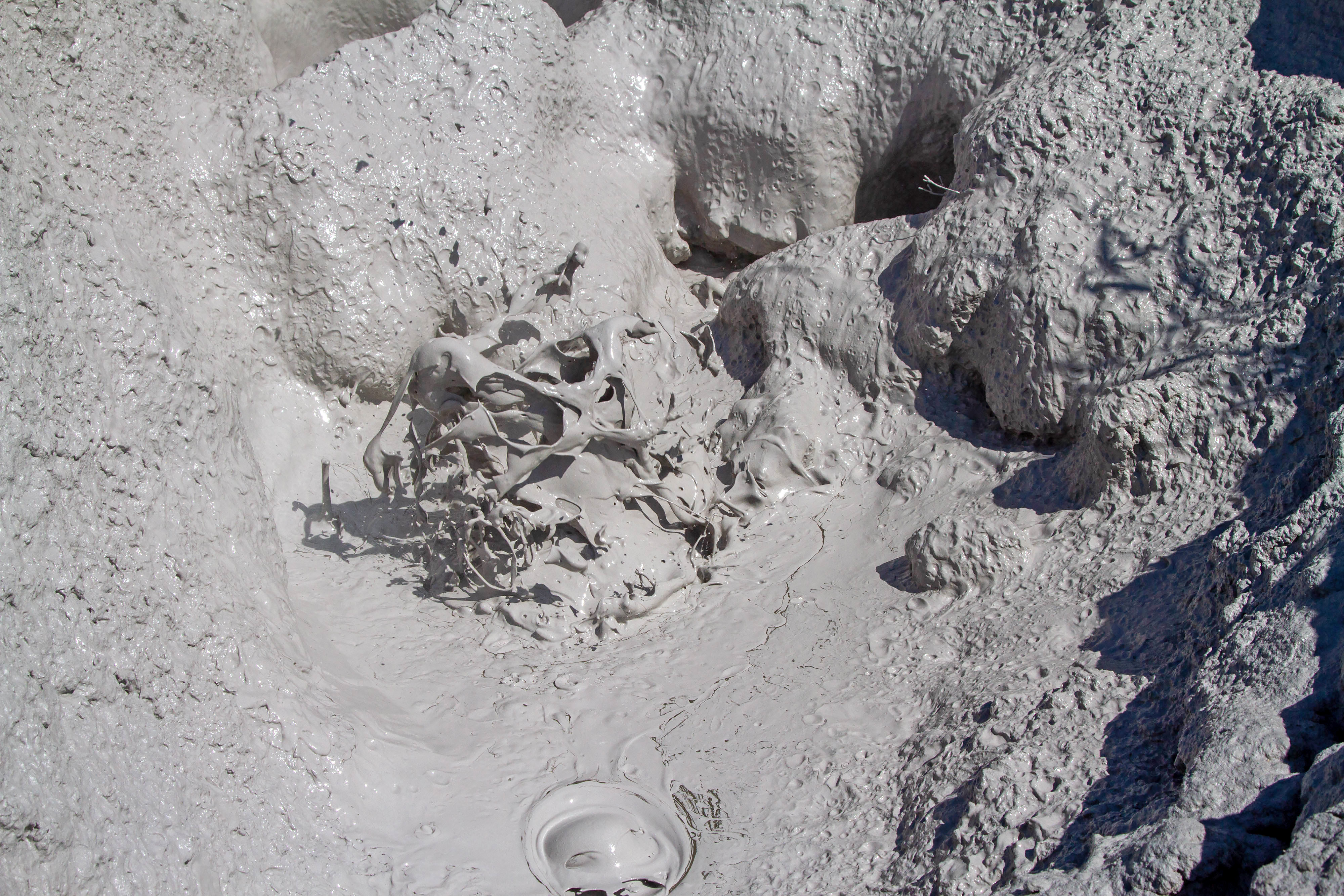
активність на вулкані

## Див. також

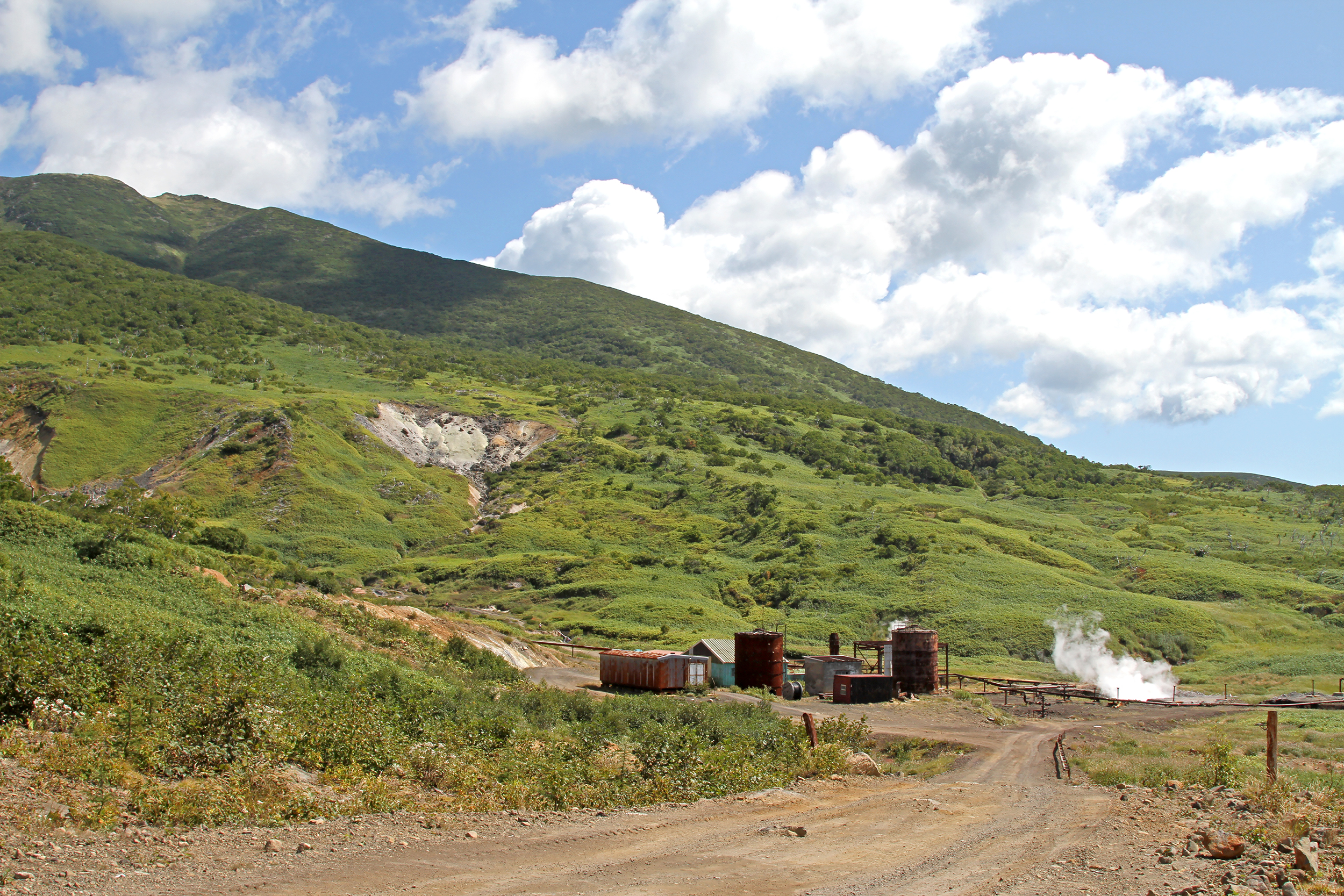
геотермальна електростанція
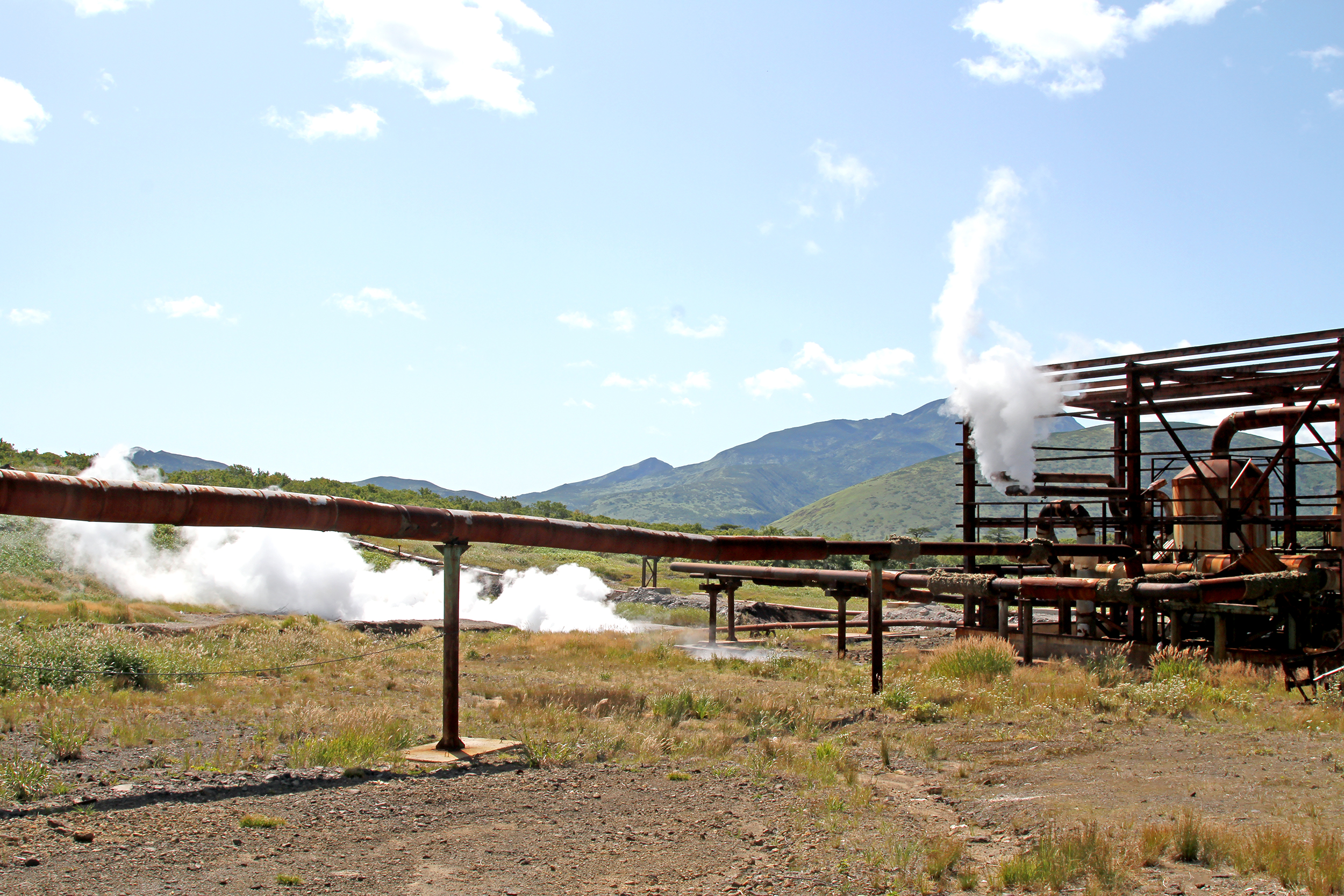
геотермальна електростанція
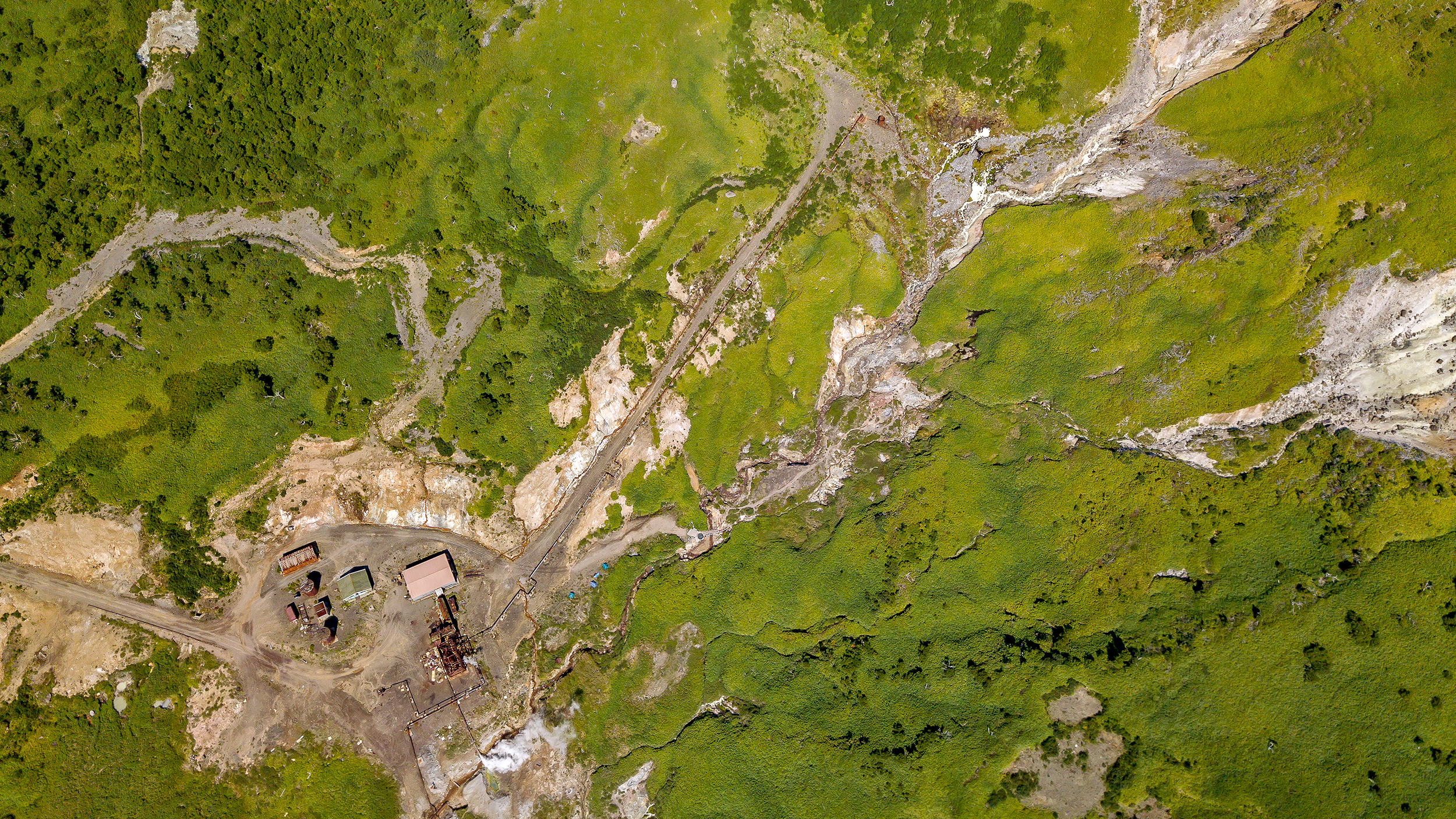
Океанська ГеоТЕС, вид згори